# Mīān Kharān
Mīān Kharān (persiska: میان خران) är en ort i Iran.   Den ligger i provinsen Lorestan, i den västra delen av landet, 400 km sydväst om huvudstaden Teheran. Mīān Kharān ligger 1 612 meter över havet och antalet invånare är 185.
Terrängen runt Mīān Kharān är varierad.Runt Mīān Kharān är det ganska tätbefolkat, med 72 invånare per kvadratkilometer. Närmaste större samhälle är Aleshtar, 4,1 km sydost om Mīān Kharān. Trakten runt Mīān Kharān består till största delen av jordbruksmark.